# Frans Van Den Ruit
Frans Van Den Ruit (ur. 29 marca 1946 w Amsterdamie  – zm. 31 grudnia 2006 tamże) – holenderski kolarz torowy i szosowy, brązowy medalista mistrzostw świata.

## Kariera
Największy sukces w karierze Frans Van Den Ruit osiągnął w 1966 roku, kiedy zdobył brązowy medal w wyścigu na 1 km podczas torowych mistrzostw świata we Frankfurcie. W zawodach tych wyprzedzili go jedynie Francuz Pierre Trentin oraz Belg Paul Seye. Był to jedyny medal wywalczony przez Van Den Ruita na międzynarodowej imprezie tej rangi. Kilkakrotnie zdobywał medale torowych mistrzostw kraju, w tym jeden złoty. Nigdy jednak nie wystąpił na igrzyskach olimpijskich. Startował także w wyścigach szosowych, ale bez większych sukcesów.